# Adventures in Babysitting
Adventures in Babysitting è un film per la televisione del 2016 diretto da John Schultz, remake del film degli anni ottanta Tutto quella notte.
Il film è andato in onda per la prima volta il 24 giugno 2016, negli Stati Uniti, su Disney Channel, mentre in Italia il 17 settembre dello stesso anno sulla rete televisiva omonima. Un'anteprima del film è stata mostrata nella settimana del 29 agosto dello stesso anno sul canale italiano.

## Trama
Jenny Parker e Lola Perez sono due ragazze liceali dai caratteri totalmente diversi: la prima è responsabile, pacata e ordinata, mentre la seconda è molto estroversa e dal carattere ribelle. L'unica cosa che però le accomuna è la forte passione per la fotografia e per l'arte.
Ed è questo a portarle ad incontrarsi ad una mostra di fotografia tenuta dal signor Vasquez. Tra le due nasce subito una forte antipatia e dopo uno scontro, le due ragazze si scambiano i telefonini erroneamente.
Fuori dalla sede della mostra, Lola riceve perciò una telefonata sul cellulare dell'altra da parte della signora Anderson, insegnante di Jenny, che le chiede di badare ai suoi tre figli per una serata. Lola, fingendosi un'amica di Jenny, accetta così da poter ricevere i soldi che le servono a pagare una multa. Seguentemente arriva una telefonata da parte di Zac, un ragazzo di cui Jenny è innamorata, che le chiede di accompagnarla ad un concerto. Lola si finge Jenny e rifiuta l'invito, deludendo profondamente il ragazzo.
Arriva la sera e mentre Jenny si reca dai signori Cooper per badare alle loro piccole figlie, Emily e Katy, Lola arriva dagli Anderson dove conosce Trey, Bobby e AJ, i figli dispettosi della famigliola.
La serata per le due ragazze sembra andare per il meglio ma sotto la mancata sorveglianza di Lola, Bobby crea un incendio in cucina e Trey fugge. AJ chiama inavvertitamente Jenny, che arriva dagli Anderson portandosi dietro le due bambine, infuriata nei confronti di Lola. Dopo un litigio le due ragazze si accorgono che Trey è fuggito e sono costrette ad andare tutti insieme a cercarlo in città.
Alla ricerca di Trey il gruppetto arriva da un disonesto venditore di biglietti, il quale si dice abbia venduto un biglietto al fuggiasco. Lì, Bobby libera inavvertitamente un raro furetto zaffiro, scatenando la furia del negoziante, che li insegue fino ad una pizzeria dove il gruppo ritrova Trey. Dopo che Jenny accompagna Katy in bagno, Lola le dice che Emily sta facendo un tatuaggio semipermanente. Dopodiché Tiny e il fuggiasco arrivano alla pizzeria per acciuffare i ragazzi, questi ultimi si nascondono in una lavanderia, dalla quale riescono a scappare grazie all'aiuto di Trey che ha proposto di scendere giù per una catena per salvarsi, e a Lola che riesce ad intrappolare i due criminali in una lavatrice.
I sette arrivano davanti ad un mercatino e Lola decide di vendere il biglietto che Trey aveva acquistato per cento dollari, dato che devono riavere indietro la macchina nuova degli Anderson che gli è stata sequestrata e chiede ad AJ di tenere d'occhio la sua amata macchina fotografica. Lì, però, Lola viene beccata da un poliziotto che l'arresta, in quanto vendere biglietti senza licenza è illegale: i bambini perciò la seguono.
Arrivata alla stazione, Lola spiega al poliziotto che l'arrestata cos'è successo, anche se quest'ultimo non le crede minimamente, ma la ragazza riesce a scappare grazie all'aiuto dell'agente James, un giovane poliziotto che l'aveva multata la stessa mattina. Nel frattempo anche gli altri arrivano alla stazione. Vedendo Jenny preoccupata, Emily chiede se possono chiedere aiuto o ai genitori o agli amici della ragazza, ma proprio in quel momento Jenny si rende conto che Emily si è tinta i capelli di verde, rimproverandola e dicendole che non è nient'altro che una ragazza irresponsabile ed immatura. Offesa, Emily decide di chiamare la madre dicendole tutta la verità. Nel frattempo, due squadre avversarie di roller derby entrano nella stazione di polizia, ed AJ si rende conto che una delle giocatrici è Jailor Swift, il suo idolo e decide di fare una foto insieme a tutte loro.
Usciti dalla stazione, Jenny e Lola si mettono a discutere, mentre Tiny tenta di rubare la fotocamera da AJ, che però riesce a mettere KO grazie alla mossa di Jailor Swift. Inizia così un lungo inseguimento per la città, nel quale partecipano anche i ragazzi, dopo aver rubato l'auto dei due ladri, nel tentativo di seguire e salvare la bambina. Una volta messi i due al tappeto, i ragazzi s'imbucano sul palco sul quale rappano facendo impazzire il pubblico.
Una volta usciti, Jenny chiede scusa ad Emily per quello che le ha detto, mentre quest'ultima confessa a Jenny che ha chiamato i suoi genitori, inconsapevoli che questi ultimi li stanno cercando per davvero credendo che siano stati arrestati. Non sapendo che sono usciti, Katy propone di andare al planetario per prendere 100 dollari dalle tasche del costosissimo blazer di sua madre. Arrivati, Jenny si rende conto che Katy ha rubato gli orecchini di diamante della mamma, nonostante le fosse stato proibito.
Dopo essersi rifugiati in cucina, Bobby prende il posto di uno chef appena dimesso, riuscendo a trovare l'ingrediente giusto sia per il dessert che per i suoi cupcake. Nel frattempo, Lola va in incognito a rubare i soldi grazie all'aiuto di Jenny e Katy. Tiny e il fuggiasco li seguono e, dato che quest'ultimo si è portato il furetto vengono scoperti e arrestati. Dopo essere usciti, Jenny e Lola stanno cominciando a legarsi e Lola confessa a Jenny della chiamata di Zac, deludendo profondamente quest'ultima.
Per sistemare le cose, Lola porta Jenny e i bambini al concerto. Lì, Jenny chiede scusa a Zac per l'equivoco e i due fanno pace. Dopodiché, il gruppo scopre che gli Anderson stanno tornando a casa. Dopo aver recuperato l'auto di Helen, i ragazzi tornano a casa, ma un terribile scenario li accoglie: la cucina devastata, bolle e schiuma che escono dalla lavatrice e la cagnolina di casa Anderson tutta sporca. Grazie ad un ottimo lavoro di squadra, il team riesce a pulire tutto. Prima di andarsene, Trey, Bobby, AJ, Emily e Katy (i bambini) ringraziano le due ragazze per la fantastica serata trascorsa e congratulandosi con loro per essere le migliori babysitter al mondo.
Dopo che Lola parte, viene fermata dall'agente James, che tuttavia invece di punirla le propone un appuntamento. Una volta portate Emily e Kate a casa, Jenny incontra nuovamente Zac e i due decidono di uscire.
Il giorno seguente Lola chiede a Jenny di aiutarla per l'ammissione al college e Jenny le chiede di mandarle le foto della serata trascorsa insieme e la ragazza risponde che le manderà sia a lei che ai bambini. Il film si conclude con i protagonisti che guardano con gioia le foto della loro grande avventura (compresa Helen che rimane un po' perplessa dopo aver visto una foto di Trey che lava la loro cucciolotta).

## Personaggi
Jenny Parker: protagonista del film. È una studentessa del college molto ordinata, intelligente e tranquilla. Tende ad essere molto perfettina e, a causa di questo, è molto pessimista e cinica. È un'eccellente babysitter ed è innamorata di Zac Chase. Scambierà per errore il suo cellulare con quello di Lola, che all’inizio odia, data la personalità impulsiva ed anticonformista della ragazza. Tuttavia, grazie a lei, Jenny imparerà a rilassarsi e a vivere fuori dagli schemi, diventando molto più intraprendente e ottimista e lei e Lola diventeranno migliori amiche.
Lola Perez: co-protagonista del film. È una studentessa del college molto vivace, impulsiva e amante del divertimento, ma sa anche essere estremamente sarcastica e tagliente. Odia le regole ma in compenso ha un'enorme passione per la fotografia. Possiede infatti una macchina fotografica dalla quale non si separa mai. Dopo aver scambiato il suo cellulare con quello di Jenny, mente per fare da babysitter agli Anderson per pagare una multa. All'inizio non sopporta la natura precisa di Jenny, ma col tempo che passeranno insieme imparerà ad essere molto più responsabile e a prendere le cose più seriamente, oltre che a diventare la migliore amica della ragazza.
Emily Cooper: figlia primogenita dei Cooper e sorella maggiore di Katy. È una bellissima emo introversa, sarcastica, cinica e permalosa, ma anche molto dolce, sensibile ed altruista. È segretamente ma follemente innamorata di Trey Anderson. Nonostante sia molto bella a detta di tutti, si crede invisibile agli occhi degli altri per questo si fa un tatuaggio e si fa tingere i capelli di verde per farsi notare. Nonostante le azioni incoscienti, è molto intelligente e ama molto le avventure e divertirsi.
Katy Cooper: adorabile secondogenita dei Cooper e sorella minore di Emily. Ama la moda ed ama gli orecchini di diamanti di sua madre, che ruba di nascosto durante la sua assenza. È molto vanitosa e sarcastica, ma allo stesso tempo dolce e capace di consolare Jenny, che ama, quando questa non ha idea di come uscire dal l'orrenda situazione in cui si cacciano loro due e gli altri.
Trey Anderson: figlio primogenito degli Anderson e fratello maggiore di Bobby ed Allison. È un ragazzino molto impulsivo ma gentile. Emily ha una cotta stratosferica per lui. Scappa di casa per andare al concerto degli "Psychic Rockets" ma viene recuperato dai ragazzi alla sua pizzeria preferita. Verso la fine del film, capirà i sentimenti che Emily prova per lui e si innamorerà di quest’ultima.
Bobby Anderson: figlio secondogenito degli Anderson e fratello minore di Trey e maggiore di AJ. Adora cucinare ed è un esperto arte culinaria. Da fuoco involontariamente alla cucina di casa Anderson sotto la "sorveglianza" di Lola. Troverà l'ingrediente giusto per i suoi cupcake quando prenderà il posto dello chef del ristorante al planetario. È molto pignolo ed esigente, ma anche molto creativo, intelligente e simpatico.
Allison "AJ" Anderson: figlia terzogenita degli Anderson e sorella minore di Trey e Bobby. La sua più grande passione è quella del roller derby. È un maschiaccio e va sempre in giro con casco e pattini a rotelle. Nonostante la giovanissima età, è una ragazzina incredibilmente coraggiosa, specialmente quando pattina per tutta la città da sola nella speranza di scappare da Tiny e dal suo scagnozzo. È molto vivace, tosta, irascibile ed irrequieta, ma allo stesso tempo gentile e dolce.

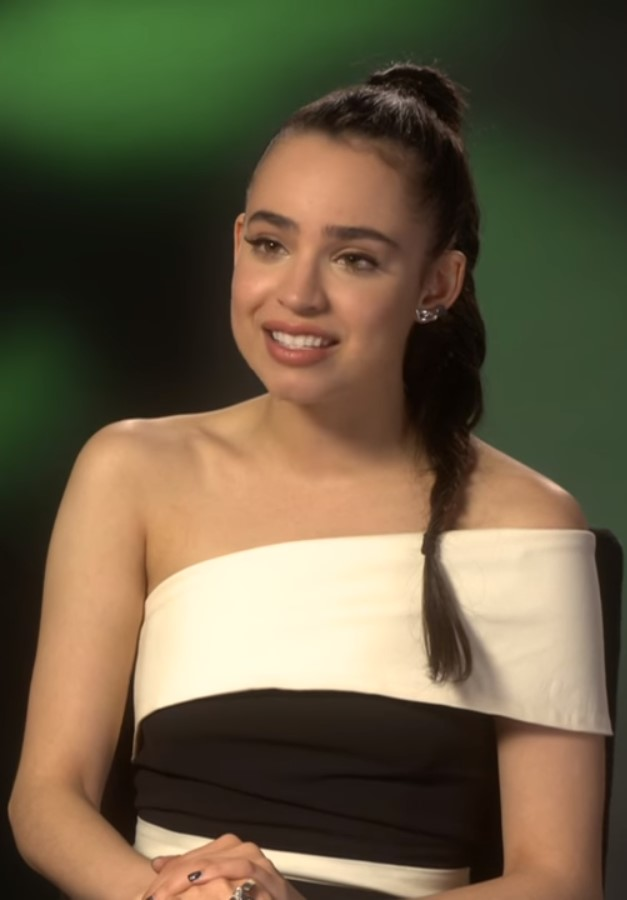
Una delle due protagoniste Sofia Carson, qui nella premiere del film nel 2016, intervistata da James Gilmore

## Produzione
L'intenzione di produrre questo film in realtà è nata già nel 2007.

### Cast
Inizialmente il film doveva avere come protagonista Raven-Symoné, che però non accetto; così come Miley Cyrus, che però rifiutò anch'essa.
Soltanto nel 2015 la scelta dei due ruoli cade su Sabrina Carpenter e Sofia Carson con il titolo provvisorio di Further Adventures in Babysitting, poi cambiato semplicemente in Adventures in Babysitting.

### Riprese
Le riprese sono iniziate il 2 marzo 2015 a Vancouver (Columbia Britannica), e terminate il 18 aprile 2015.

## Distribuzione
Il primo video del film negli Stati Uniti è stato trasmesso il 9 ottobre 2015 durante la prima del film Disney per la televisione Mia sorella è invisibile!, mentre il video ufficiale è andato in onda il 12 febbraio 2016. Il film, col titolo di Adventures in Babysitting, è stato trasmesso in prima televisiva il 24 giugno 2016, insieme alla serie Bizaardvark, anche se è stato reso disponibile una settimana prima su WATCH Disney Channel.
In Italia il primo video del film è stato trasmesso il 20 giugno 2016 con il titolo provvisorio di Babysitter Adventures e successivamente col titolo originale. Il film è stato trasmesso il 17 settembre insieme all'episodio pilota della serie Harley in mezzo.

### Nel mondo
| Paese | Canale           | Prima TV          | Titolo                             |
| --- | ---------------- | ----------------- | ---------------------------------- |
| Stati Uniti | Disney Channel   | 24 giugno 2016    | Adventures in Babysitting          |
| Canada | Disney Channel   | 24 giugno 2016    | Adventures in Babysitting          |
| Israele | Disney Channel   | 7 luglio 2016     | הבייביסיטריות יוצאות להרפתקאות     |
| Argentina Bolivia Cile Colombia Cuba Costa Rica Ecuador El Salvador Guatemala Honduras Nicaragua Messico Panama Paraguay Perù Rep. Dominicana Uruguay Venezuela | Disney Channel   | 10 luglio 2016    | Una Aventura de Niñeras            |
| Brasile | Disney Channel   | 10 luglio 2016    | Uma Aventura de Babás              |
| Regno Unito | Disney Channel   | 15 luglio 2016    | Aventures in Babysitting           |
| Germania | Disney Cinemagic | 24 luglio 2016    | Die Nacht der verrückten Abenteuer |
| Francia | Disney Channel   | 16 settembre 2016 | Babysitting Night                  |
| Spagna | Disney Channel   | 9 settembre 2016  | Canguros en Apuros                 |
| Portogallo | Disney Channel   | 10 settembre 2016 | Babysitters em Apuros              |
| Italia | Disney Channel   | 17 settembre 2016 | Adventures in Babysitting          |

### Doppiaggio italiano di supporto
- Saverio Moriones: Leon Vasquez
- Daniele Giuliano: Douglas
- Dominique Cassidy: N.A.
- Daniela Debolini: Trixie
- Lucio Saccone: Agente Fitz
- Sara Ferranti: Jailer Swift-Siren
- Laura Amadei: Belle
- Roberto Fidecaro: Dead Man
- Alessandra Chiari: agente di polizia
- Mirko Progetto: agente di polizia
- Roberto Fidecaro: poliziotto numero 1
- Francesco De Francesco: poliziotto numero 2
- Stefano Crescentini: DJ Chill
- Ludovico Versino: Big Pink
- Gianluca Machelli: guardia del planetario
- Gabriele Martini: capo chef
- Emanuele Ruzza: pasticciere
- Laura Amadei: organizzatrice di eventi
- Alessandra Chiari: ragazza del guardaroba
- Margherita De Risi: ragazza dello staff
- Sacha De Toni: ragazzo dello staff
- Lucio Saccone: MC
- Gianluca Machelli: Carl
- Tito Marteddu: Tino
- Lorenzo D'Agata: Trent
- Lucrezia Marricchi: Samantha
- Margherita De Risi: Roosario
- Emanuela Ionica: Imani
- Sasha Pilara: guardia del concerto